# Peng Bo
Peng Bo (chinesisch 彭 勃, Pinyin Péng Bó; * 18. Februar 1981 in Nanchang) ist ein chinesischer Wasserspringer.
Peng begann im Alter von acht Jahren zu springen. 2001 nahm er in Fukuoka erstmals an den Schwimmweltmeisterschaften teil. Gemeinsam mit seinem Partner Wang Kenan, der seit 2000 mit Peng trainiert, wurde er auf Anhieb Weltmeister im Synchronspringen vom 3-m-Brett. In der Einzelkonkurrenz wurde Peng Vierter. Zwei Jahre später bei den Weltmeisterschaften in Barcelona konnten Peng und Wang ihren Titel nicht verteidigen, da der chinesische Schwimmverband dem Duo Wang Tialing und Wang Feng den Vorzug gab. Peng trat lediglich in der Einzelkonkurrenz an und errang hinter dem Russen Alexander Dobroskok die Silbermedaille. Im Februar 2004 nahm Peng an den im Rahmen des Weltcups ausgetragenen Testwettbewerben im Olympic Aquatic Centre von Athen teil. Dort wurde Peng im Einzelwettbewerb Dritter und im Synchronspringen gewann er zusammen mit Wang Kenan. Seither galten beide als Favoriten für die Olympischen Spiele.
Im olympischen Finale im Synchronspringen am 16. August 2004 lagen Peng und Wang nach dem vierten Sprung mit über 12 Punkten Vorsprung in Führung. Im letzten Sprung verlor Wang Kenan jedoch die Orientierung und platschte ins Wasser. Durch den mit 0 Punkten gewerteten Sprung rutschten Peng und Wang auf Rang 8 ab. Acht Tage später wurde Peng jedoch in der Einzelkonkurrenz vom 3-m-Brett Olympiasieger. Peng lag nach dem Halbfinale an zweiter Stelle hinter dem Kanadier Alexandre Despatie. Im Finale am 24. August 2004 profitierte Peng von einem Fehler des Kanadiers im dritten Sprung und gewann am Ende mit 31,41 Punkten Vorsprung.
Peng studiert derzeit Philosophie an der Universität von China. Er ist Mitglied der chinesischen Armee.